# Gonioctena gobanzi
Gonioctena gobanzi is een keversoort uit de familie bladkevers (Chrysomelidae). De wetenschappelijke naam van de soort werd in 1902 gepubliceerd door Edmund Reitter.